# شهدطوطیک خوش‌رنگ

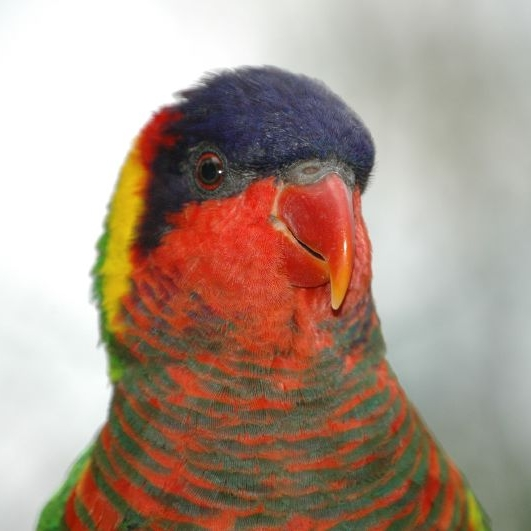
سر و گردن

شهدطوطیک خوش‌رنگ (نام علمی: Saudareos ornata) که گاهی به نام شهدطوطی زینتی نیز نامیده می‌شود، گونه‌ای از طوطیهای خانواده طوطیان سبز است. این گونه بومی مجمع الجزایر سولاوسی در اندونزی است. در جنگل‌ها، درختزارها، حراها و کشتزارها یافت می‌شود و به‌طور محلی رایج است.
شهدطوطیک خوش‌رنگ در گدشته در سرده مویین‌زبان‌ها قرار می‌گرفت، اما بر اساس نتایج یک تجزیه و تحلیل ژنتیکی مولکولی از شهدطوطیک‌ها که در سال ۲۰۲۰ منتشر شد، به سرده تازه معرفی‌شده شهدطوطیک‌های سبز منتقل شد.
شهدطوطیک‌های خوش‌رنگ معمولاً به صورت جفت یا در دسته‌های کوچک جمع می‌شوند، اگرچه گله‌های بزرگی دیده شده‌است. گاهی ممکن است گله‌های چندگونه‌ای با شهدطوطیک زرد و سبز تشکیل دهند.